# Liste der Flughäfen und Flugplätze in Irland
Liste der Flughäfen und Flugplätze in der Republik Irland, gruppiert nach Typ und sortiert nach Ort.
| Stadt                           | County           | ICAO-Code | IATA-Code | Name des Flugplatzes       | Anzahl der Landebahnen | Länge der Hauptlandebahn |
| ------------------------------- | ---------------- | --------- | --------- | -------------------------- | ---------------------- | ------------------------ |
|                                 |                  |           |           |                            |                        |                          |
| Zivile Flughäfen und Flugplätze |                  |           |           |                            |                        |                          |
| Inverin, Connemara              | County Galway    | EICA      | NNR       | Flugplatz Connemara        | 1                      | 609 m                    |
| Cork                            | County Cork      | EICK      | ORK       | Flughafen Cork             | 2                      | 2133 m / 7000 ft         |
| Carrickfin                      | County Donegal   | EIDL      | CFN       | Flughafen Donegal          | 1                      | 1500 m / 4900 ft         |
| Dublin                          | County Dublin    | EIDW      | DUB       | Flughafen Dublin           | 3                      | 2637 m / 8650 ft         |
| Farranfore                      | County Kerry     | EIKY      | KIR       | Flughafen Kerry            | 1                      | 2000 m / 6562 ft         |
| Inisheer                        | Aran Islands     | EIIR      | INQ       | Flugplatz Inisheer         | 1                      | 520 m / 1706 ft          |
| Inishmaan                       | Aran Islands     | EIMN      | IIA       | Flugplatz Inishmaan        | 2                      | 520 m / 1791 ft          |
| Inishmore                       | Aran Islands     | EIIM      | IOR       | Flugplatz Inishmore        | 1                      | 490 m / 1608 ft          |
| Knock                           | County Mayo      | EIKN      | NOC       | Flughafen Knock            | 1                      | 2300 m / 7546 ft         |
| Kilkenny                        | County Kilkenny  | EIKK      | KKY       | Flugplatz Kilkenny         | 1                      | 930 m / 3051 ft          |
| Leixlip                         | County Kildare   | EIWT      |           | Flugplatz Weston           | 1                      | 1381 m / 3030 ft         |
| Shannon (Irland)                | County Clare     | EINN      | SNN       | Flughafen Shannon          | 2                      | 3200 m / 10496 ft        |
| Strandhill, nahe Sligo          | County Sligo     | EISG      | SXL       | Flughafen Sligo            | 1                      | 1200 m / 3933 ft         |
| Waterford                       | County Waterford | EIWF      | WAT       | Flughafen Waterford        | 1                      | 1433 m / 4700 ft         |
| Ehemalige Flughäfen             |                  |           |           |                            |                        |                          |
| Carnmore                        | County Galway    | EICM      | GWY       | Flughafen Galway           | 1                      | 1350 m / 4429 ft         |
| Militärische Flugplätze         |                  |           |           |                            |                        |                          |
| Bundoran                        | County Donegal   | EIFR      |           | Finner Camp (Heliport)     |                        |                          |
| Dublin                          | County Dublin    | EIME      |           | Militärflugplatz Baldonnel | 2                      | 1829 m                   |

## Passagierzahlen
2007 wurde die Zahl der Fluggäste wie folgt ermittelt:
| Platz | Flughafen | Start- und Landebahnen | längste Start- und Landebahn | Passagiere |
| ----- | --------- | ---------------------- | ---------------------------- | ---------- |
| 1     | Dublin    | 3                      | 2637 m / 8650 ft             | 23.200.000 |
| 2     | Shannon   | 2                      | 3200 m / 10496 ft            | 03.620.000 |
| 3     | Cork      | 2                      | 2133 m / 7000 ft             | 03.200.000 |
| 4     | Knock     | 1                      | 2300 m / 7546 ft             | 0.0567.000 |
| 5     | Kerry     | 1                      | 2000 m / 6562 ft             | 0.0388.000 |
| 6     | Galway    | 1                      | 1350 m / 4429 ft             | 0.0300.000 |
| 7     | Waterford | 1                      | 1433 m / 4700 ft             | 0.0116.000 |
| 8     | Donegal   | 1                      | 1500 m / 4900 ft             | 0.0061.410 |
| 9     | Sligo     | 1                      | 1200 m / 3933 ft             | † 0034.000 |

† Die letzten Daten für Sligo sind aus dem Jahr 2006.